# II-66
Die II-66 (bulgarisch Републикански път ІІ-66 Republikanski pat II-66, „Republikstraße II-66“) ist eine Hauptstraße (zweiter Ordnung) in Bulgarien. Sie ist zugleich Teil der Europastraße 773, die nach Burgas am Schwarzen Meer weiterführt. Die Straße wird durch die weitgehend parallel verlaufende Autobahn Awtomagistrala Trakija (A 1) entlastet.

## Verlauf
Die Straße zweigt von der Straße I-6 südwestlich von Sliwen (bulgarisch Сливен) nach Westsüdwesten ab und führt nördlich an Nowa Sagora (bulgarisch Нова Загора) vorbei. Dort kreuzt sie die Straße II-55. Sie führt weiter durch die Oberthrakische Tiefebene nach Stara Sagora (bulgarisch Стара Загора), das südlich umgangen wird; dabei wird die Straße I-5 (Europastraße 85) gekreuzt. Die Straße II-66 verläuft weiter nach Südwesten, kreuzt die Autobahn A 1 und umgeht die Stadt Tschirpan (bulgarisch Чирпан) im Süden. Westlich von Tschirpan kreuzt sie die Autobahn Awtomagistrala Mariza (A 4) und mündet schließlich bei Popowiza (Поповица) in die Straße I-8 (Europastraße 80).